# Nineta pallida
Nineta pallida är en insektsart som först beskrevs av Schneider 1846.  Nineta pallida ingår i släktet Nineta och familjen guldögonsländor. Inga underarter finns listade i Catalogue of Life.

## Bildgalleri

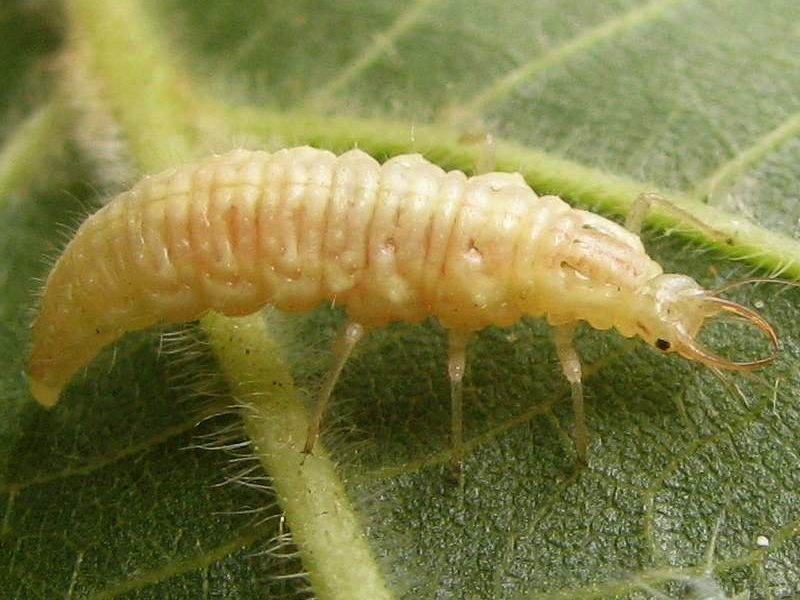